# Linum volkensii
Linum volkensii är en linväxtart som beskrevs av Adolf Engler. Linum volkensii ingår i släktet linsläktet, och familjen linväxter. Inga underarter finns listade i Catalogue of Life.